# Badische V b
Die Fahrzeuge der Baureihe V b waren zweifach gekuppelte Tenderlokomotiven der Großherzoglich Badischen Staatseisenbahnen aus dem Jahr 1876.

## Geschichte
Durch den Umbau verschiedener Lokomotiven der badischen Staatsbahn zu Tenderlokomotiven standen genügend Fahrzeuge einer solchen Bauform zur Verfügung. Die Bahnverwaltung sah deshalb keine dringende Veranlassung, für den Einsatz im leichten Personenzugverkehr spezielle Tenderlokomotiven in größeren Stückzahlen zu erwerben.
1876 beschaffte die Staatsbahn für die von ihr verwaltete Murgtalbahn acht Tenderlokomotiven für den leichten Reisezugdienst. Die im altkarlsruher Stil hergestellten Lokomotiven wurden zwischen 1911 und 1920 ausgemustert.

## Konstruktive Merkmale
Die Lokomotiven verfügten über einen Blechinnenrahmen aus einfachen Vollblechen. Der Langkessel war aus drei Schüssen gefertigt. Der große Dampfdom saß auf dem hinteren Kesselschuss und der Regleraufsatz auf dem vorderen. Der Schornstein war kegelig ausgeführt.
Das außenliegende Zweizylinder-Nassdampftriebwerk arbeitete auf die vordere Kuppelachse. Die Schieber waren innenliegend. Die Stephenson-Steuerung lag innen. Die Kuppelchasen wurden durch untenliegende Blattfedern abgefedert. Die beiden Federpakete der jeweiligen Achsen waren mit einem Ausgleichshebel verbunden. Die Laufachse war mit einem obenliegenden Blattfederpaket gefedert.
Die Schraubenbremsen wirkten auf die Kuppelräder von vorn. Später wurden Westinghouse-Druckluftbremsen eingebaut. Der Sandkasten saß in der Mitte des Kessels und sandete die vordere Kuppelachse von vorn. Der Kohlebehälter war an der Führerhausrückseite angeordnet. Die Wasserbehälter befanden sich neben dem Langkessel und nahmen den gesamten Bereich von der Rauchkammer bis zum Führerhaus ein.